# پوند باهاما
پوند باهاما تا سال ۱۹۶۶ یکای پول باهاما بود. این یکای پول معادل پوند استرلینگ بود و به ۲۰ شیلینگ، هر کدام ۱۲ پنی تقسیم می‌شد. این یکای پول در سال ۱۹۶۶ با دلار باهاما با ارزش ۷ شیلینگ = ۱ دلار (۱ پوند = ۲٫۸۶ دلار) جایگزین شد.